# 김솔 (작가)
김솔(1973년~)은 대한민국의 소설가이다. 2012년의 단편 소설 《내기의 목적》으로 등단했으며, 제3회 문지문학상, 제22회 김준성문학상, 제7회 문학동네 젊은작가상 등을 수상했다.